# Csimpa
Csimpa (románul: Cimpa) falu Romániában, Erdélyben, Hunyad megyében. A Keleti-Zsil mentén, Petrillától északkeletre fekszik.

## Története
1974-ig Petrillához tartozott. 1895-ben 31 kilométer hosszan építettek ki rajta keresztül sodronypályát Petrozsény és Salanii  között. 1908-ban itt működött az akkori Hunyad vármegye legnagyobb fűrészvállalata, amely 1892-ben még főként bányafát állított elő, de ekkor már Ázsiába, Dél-Afrikába és Dél-Amerikába is exportált gyümölcsösládákat.

## Népessége
- 1910-ben 2083 lakosából 1087 volt román, 529 német, 298 magyar, 114 szlovák és 27 ruszin anyanyelvű; 918 ortodox, 419 zsidó, 383 római katolikus, 167 görögkatolikus és 113 református vallású.
- 2002-ben 771 lakosából 753 volt román és 18 magyar nemzetiségű; 604 ortodox, 127 pünkösdista, 20 református és 14 római katolikus vallású.